# 1889 na ciência

## Eventos
- Sigmund Freud aperfeiçoa a técnica de hipnose em Nancy.
- Descobertos os primeiros fósseis de ornitomimo.
- Hugo de Vries postula que "a hereditariedade de características específicas nos organismos ocorre por partículas", nomeando essas partículas "(pan)genes"[1]
- 8 de janeiro é patenteado por Herman Hollerith o primeiro computador.

## Nascimentos
| Data            | Nome                       | Profissão | Nacionalidade                              | Observações                                                                               | Ref                     |
| --------------- | -------------------------- | --- | ------------------------------------------ | ----------------------------------------------------------------------------------------- | ----------------------- |
| 17 de janeiro   | Ralph Howard Fowler        | físico e astrónomo | Reino Unido da Grã-Bretanha e Irlanda      | m. 1944 Prémio Smith 1913 Prémio Adams 1924 Medalha Real 1936                             | [ 2 ]                   |
| 18 de fevereiro | Roberto Simonsen           | engenheiro, diplomata, sociólogo, cientista político, historiador, economista, professor, industrial, administrador, empresário, escritor e político | Brasil                                     | m. 1948                                                                                   |                         |
| 21 de abril     | Paul Karrer                | químico | Suíça                                      | m. 1971 Nobel da Química 1937                                                             | [ 3 ]                   |
| 26 de abril     | Ludwig Wittgenstein        | filósofo | Império Austro-Húngaro                     | m. 1951                                                                                   |                         |
| 25 de maio      | Emílio Henrique Baumgart   | engenheiro | Brasil                                     | m. 1943                                                                                   |                         |
| 27 de maio      | Raul Pires Ferreira Chaves | engenheiro civil e inventor | Reino Unido de Portugal, Brasil e Algarves | m. 1967                                                                                   |                         |
| 26 de setembro  | Martin Heidegger           | filósofo | Alemanha                                   | m. 1976                                                                                   |                         |
| 20 de novembro  | Edwin Powell Hubble        | astrónomo | Estados Unidos                             | m. 1953 Medalha Bruce 1938 Medalha Franklin 1939 Medalha de Ouro da RAS 1940              | [ 4 ] [ 5 ] [ 6 ]       |
| 17 de dezembro  | Herbert Harold Read        | geólogo | Reino Unido da Grã-Bretanha e Irlanda      | m. 1970 Medalha Bigsby 1935 Medalha Wollaston 1952 Medalha Real 1963 Medalha Penrose 1967 | [ 7 ] [ 8 ] [ 2 ] [ 9 ] |
| 28 de dezembro  | Francisco de Castro Araújo | médico | Brasil                                     | m. 1953                                                                                   |                         |

## Mortes
| Data          | Nome                        | Profissão                                              | Nacionalidade                         | Observações                                   | Ref          |
| ------------- | --------------------------- | ------------------------------------------------------ | ------------------------------------- | --------------------------------------------- | ------------ |
| 9 de março    | António de Oliveira Marreca | economista, jornalista, escritor, professor e político | Portugal                              | n. 1805                                       |              |
| 11 de outubro | James Prescott Joule        | físico                                                 | Reino Unido da Grã-Bretanha e Irlanda | n. 1818 Medalha Real 1852 Medalha Copley 1870 | [ 2 ] [ 10 ] |
| 18 de outubro | Antonio Meucci              | inventor do telefone                                   | Itália                                | n. 1808                                       |              |

## Prémios
Medalha Bigsby
- Jethro Teall[7]

Medalha Copley
- George Salmon[10]